# Vieil-Hesdin
Vieil-Hesdin (Eng: Old-Hesdin) là một xã ở tỉnh Pas-de-Calais, vùng Hauts-de-France của Pháp.
Vieil-Hesdin có cự ly 6 km về phía đông nam Hesdin, hai bên bờ sông Canche trên đường D340.

## Dân số
| 1962                                                         | 1968 | 1975 | 1982 | 1990 | 1999 | 2006 |
| ------------------------------------------------------------ | ---- | ---- | ---- | ---- | ---- | ---- |
| 338                                                          | 338  | 371  | 362  | 364  | 364  | 382  |
| Số liệu điều tra dân số từ năm 1962, dân số chỉ tính một lần |      |      |      |      |      |      |